# Cantone di Gémozac
Il Cantone di Gémozac era una divisione amministrativa dell'arrondissement di Saintes.
A seguito della riforma approvata con decreto del 27 febbraio 2014, che ha avuto attuazione dopo le elezioni dipartimentali del 2015, è stato soppresso.

## Composizione
Comprendeva i comuni di:
- Berneuil
- Cravans
- Gémozac
- Jazennes
- Meursac
- Montpellier-de-Médillan
- Rétaud
- Rioux
- Saint-André-de-Lidon
- Saint-Quantin-de-Rançanne
- Saint-Simon-de-Pellouaille
- Tanzac
- Tesson
- Thaims
- Villars-en-Pons
- Virollet